# سانشیرو مورائو
سانشیرو مورائو (انگلیسی: Sanshiro Murao؛ زادهٔ ۲۸ اوت ۲۰۰۰) جودوکار اهل ژاپن است.